# Viagem (álbum de Bruno & Marrone)
Viagem é o quarto álbum da dupla sertaneja Bruno & Marrone, lançado em 1998, destacando-se no seu repertório as regravações de sucessos dos anos 80 "Sozinho na Noite", "Mil Razões Para Chorar" e "Viagem". Vale lembrar que as músicas "Machuca Demais" e "Viagem" foram gravadas também pelos grupos de pagode Só Pra Contrariar e Negritude Júnior, respectivamente, e a faixa "Tem Nada a Ver" foi regravada pela dupla Jorge & Mateus.

## Lista de faixas
| N.º            | Título                       | Compositor(es)                            | Duração |  |
| 1.             | "Me Dá Tudo O Que É Seu"     | Paulo Debétio / Carlos Colla              | 3:55    |  |
| 2.             | "Preciso Amar De Novo"       | Bruno / Ricardo Primo                     | 3:33    |  |
| 3.             | "Meu Segredo"                | Priscilla                                 | 3:47    |  |
| 4.             | "Machuca Demais"             | Waldir Luz / Marcos Maceió                | 3:56    |  |
| 5.             | "Tem Nada A Ver"             | Elias Muniz / Carlos Colla                | 3:25    |  |
| 6.             | "Pássaro Ferido"             | Ailton Lima da Silva                      | 3:53    |  |
| 7.             | "Mil Razões Pra Chorar"      | Eros Fidélis / Roberto Corrêa / Jon Lemos | 4:11    |  |
| 8.             | "Não Brinque De Amor Comigo" | Fátima Leão / Alexandre / Netto           | 3:50    |  |
| 9.             | "Coração Cowboy"             | Waldir Luz / Yonara Nascimento            | 2:53    |  |
| 10.            | "Doçura De Enganar"          | Paulo Debétio / Paulinho Rezende          | 3:30    |  |
| 11.            | "Homem Do Meu Tempo"         | Paulo Debétio / Paulinho Rezende          | 5:06    |  |
| 12.            | "Sozinho Na Noite"           | Moisés Manoel / Mauro C. Lima             | 3:20    |  |
| 13.            | "Viagem"                     | João de Aquino / Paulo César Pinheiro     | 3:22    |  |
| Duração total: | Duração total:               | Duração total:                            | 48:41   |  |